# Călimănești, Mureș
Călimănești este un sat în comuna Fântânele din județul Mureș, Transilvania, România.

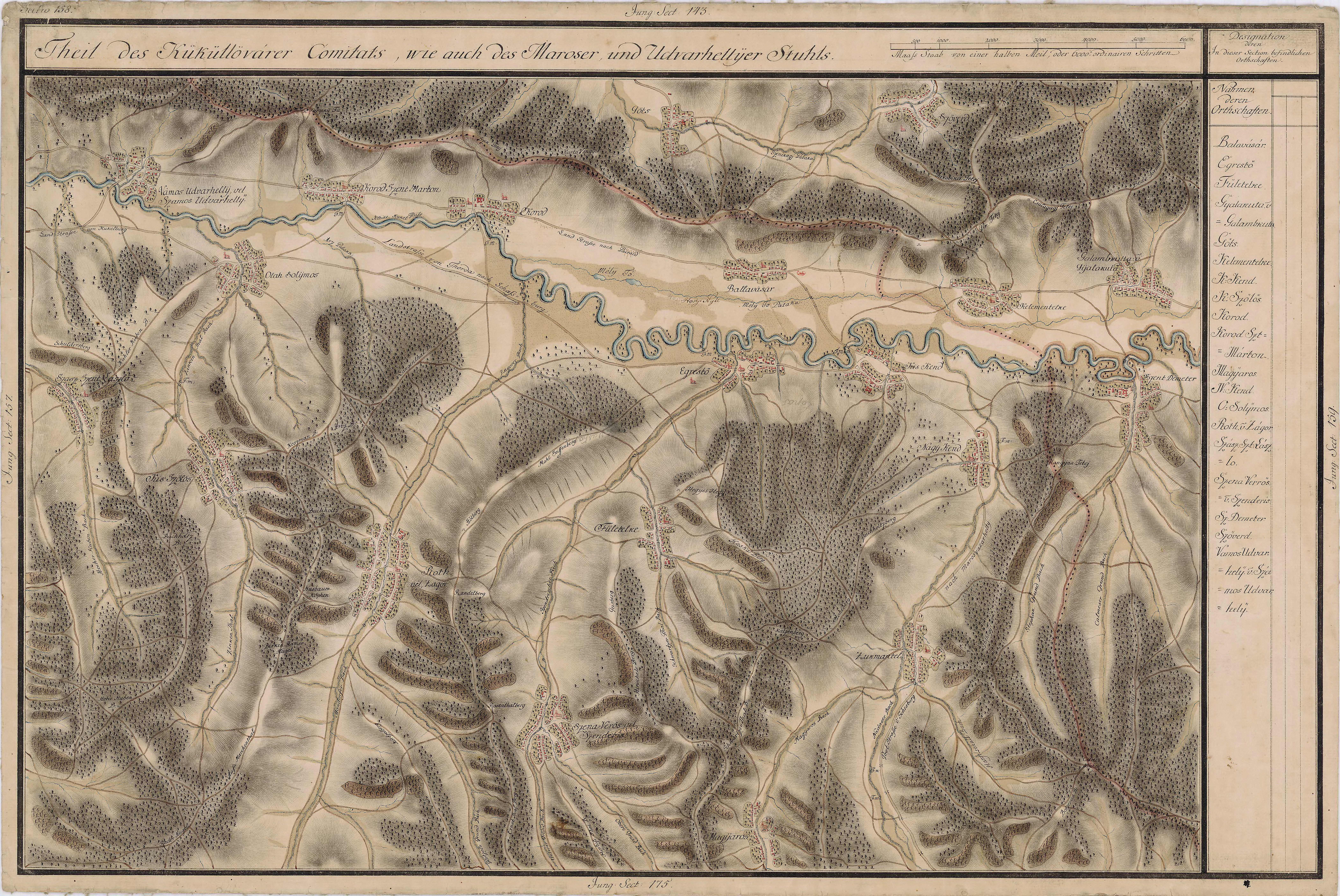
Călimănești în Harta Iosefină a Transilvaniei, 1769-73

## Imagini

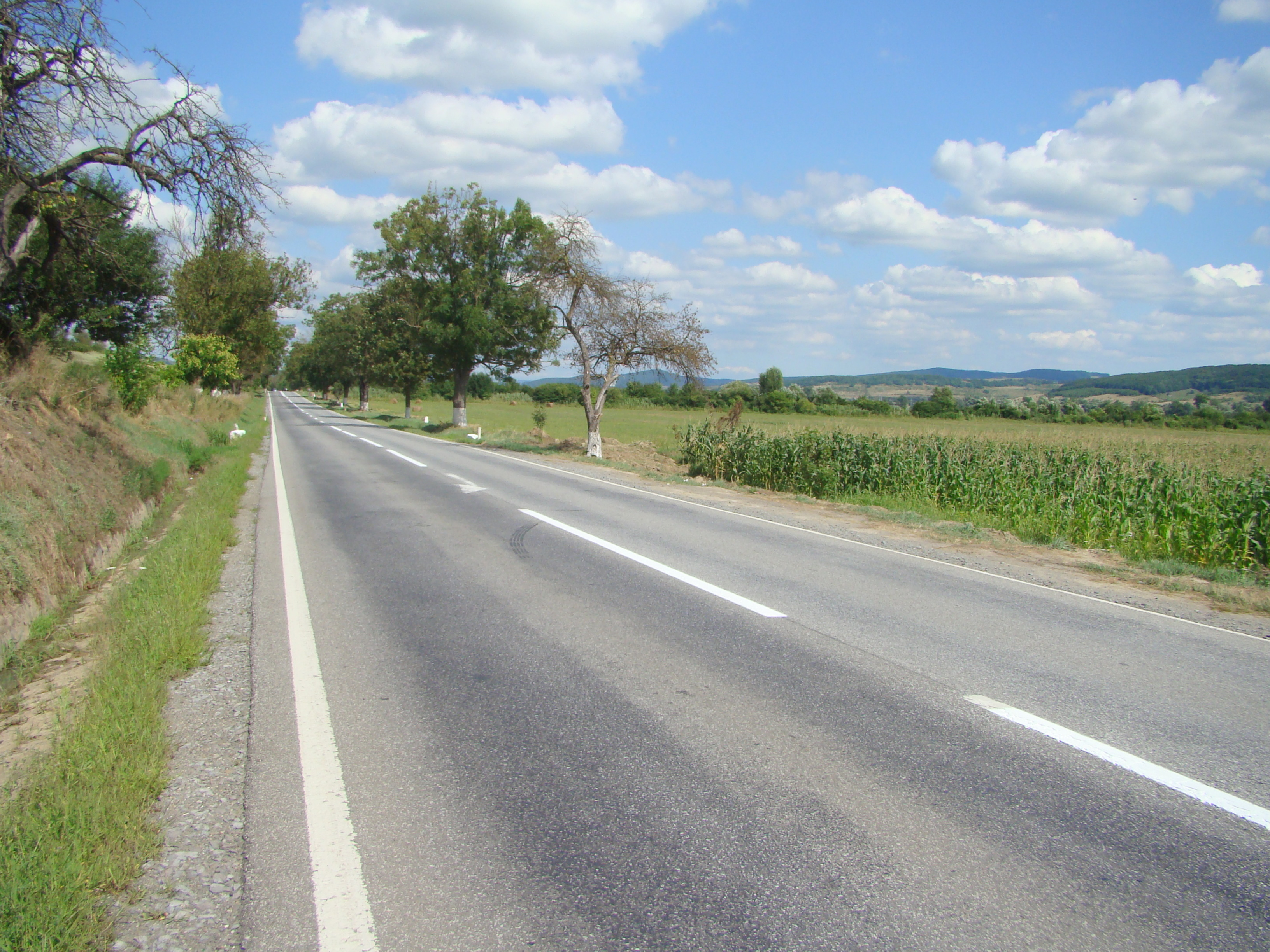
Drumul Fântânele-Călimănești
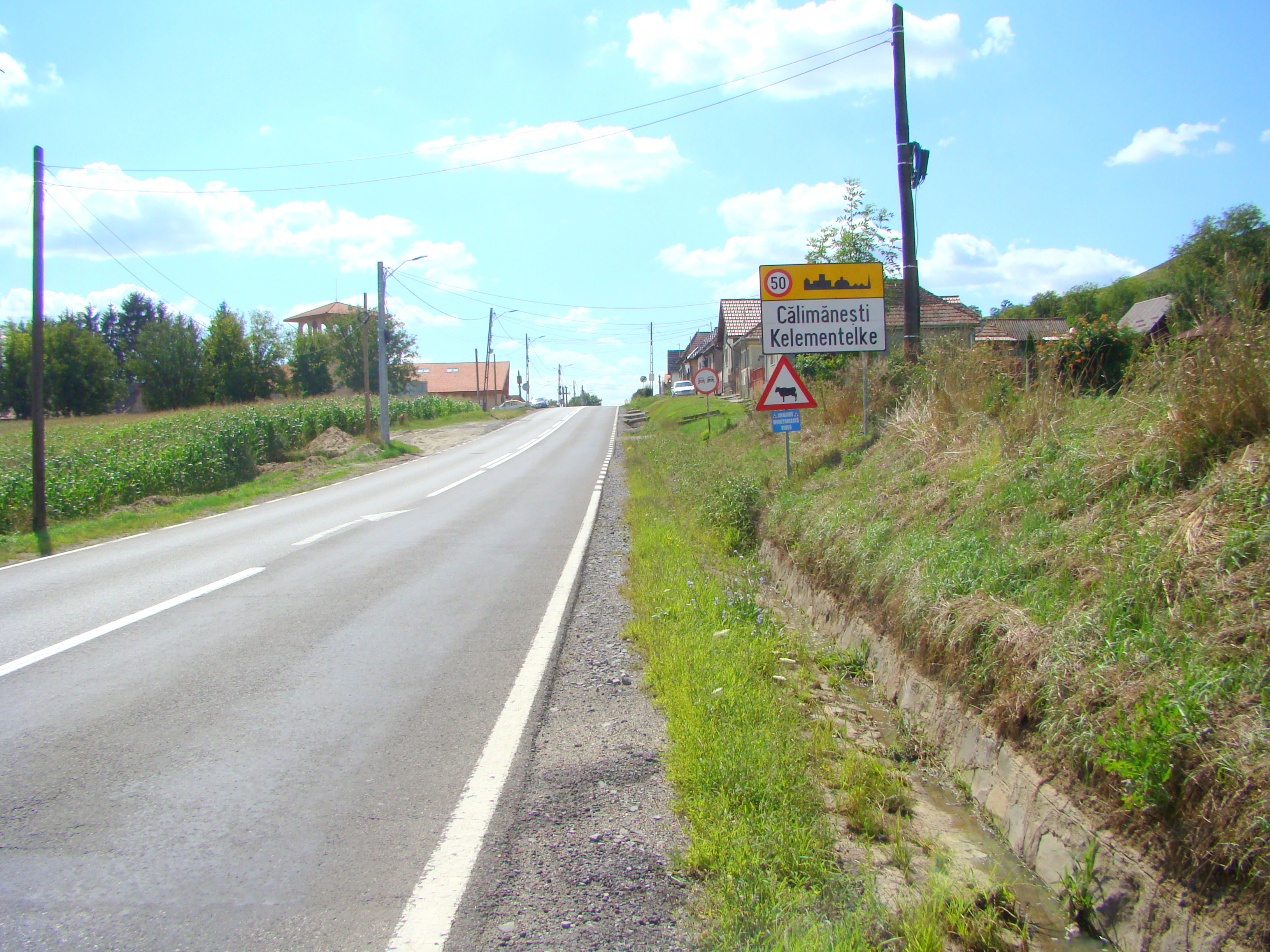
Intrarea în localitate
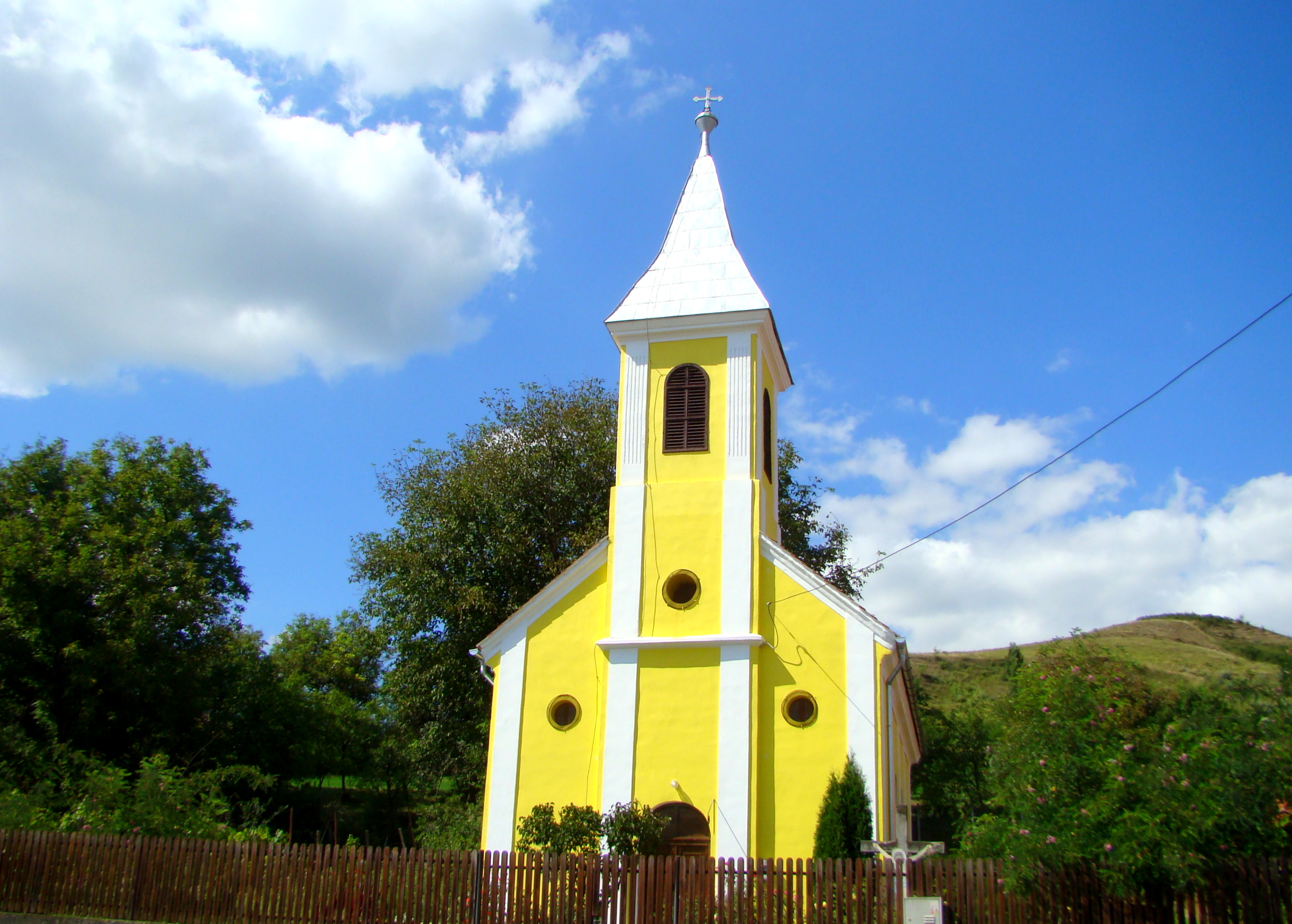
Biserica romano-catolică construită de familia nobiliară Szentkereszty în secolul XVIII
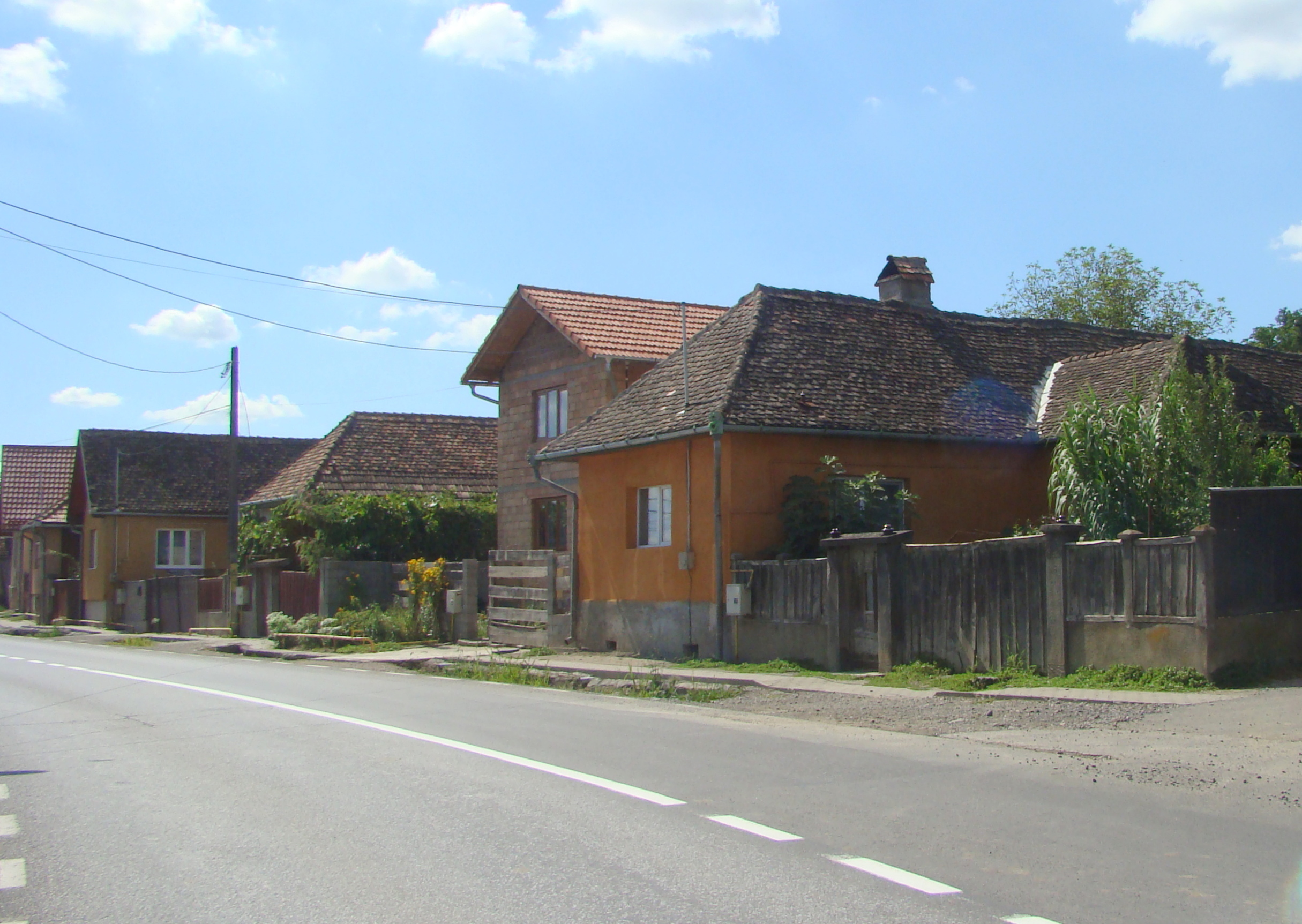
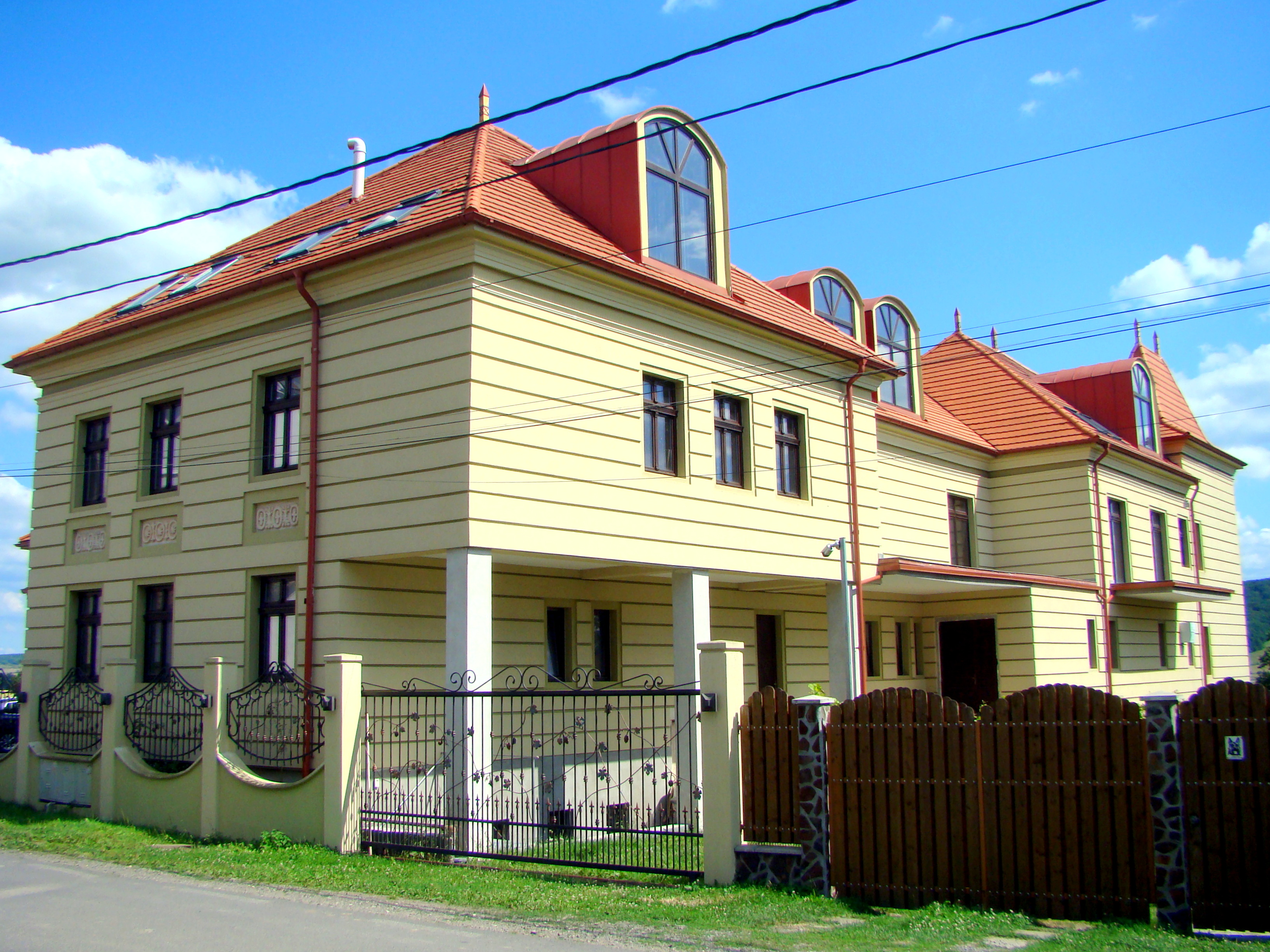
Conacul familiei Simén, retrocedat și în curs de renovare
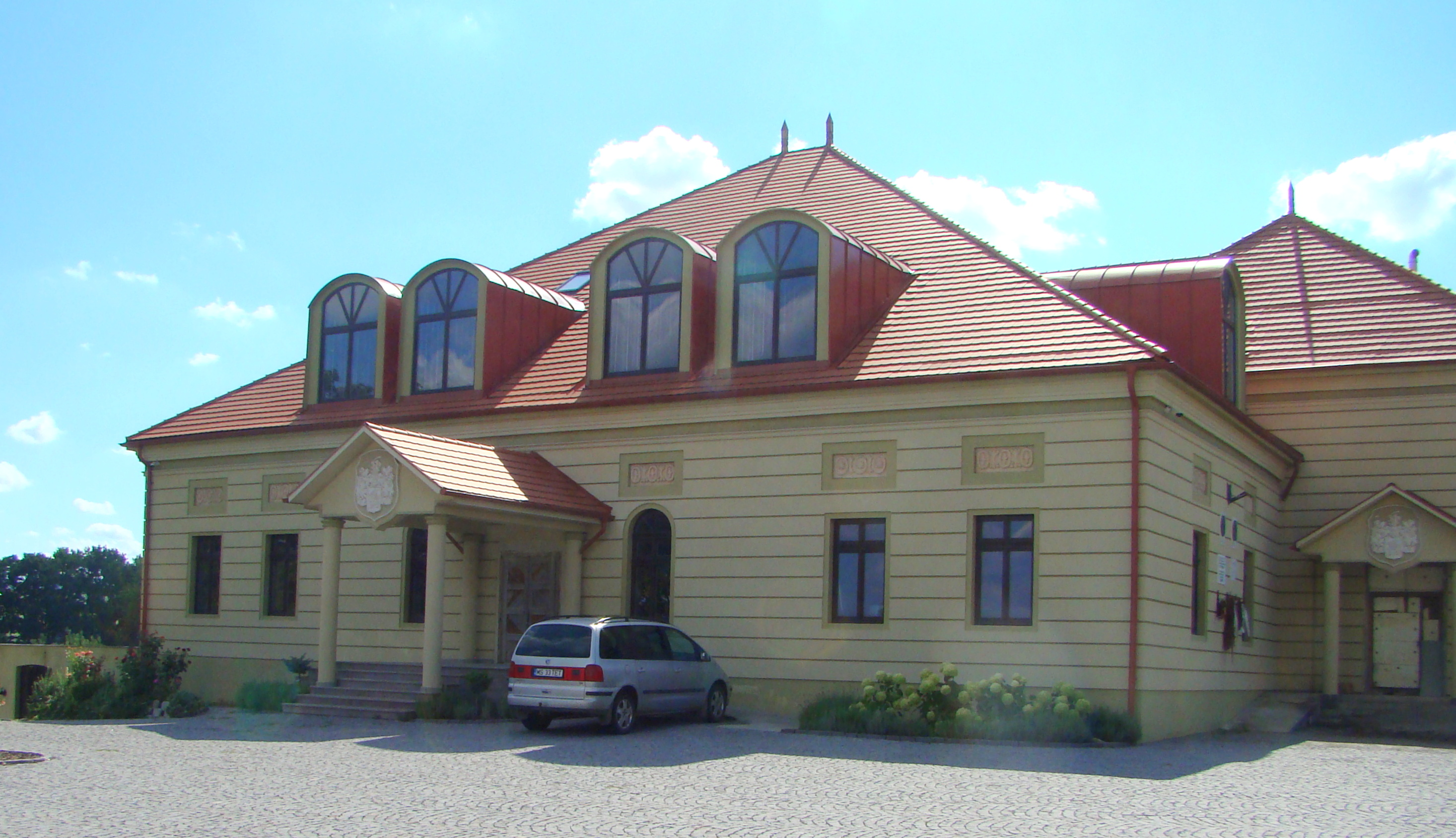
Conacul familiei Simén, retrocedat și în curs de renovare
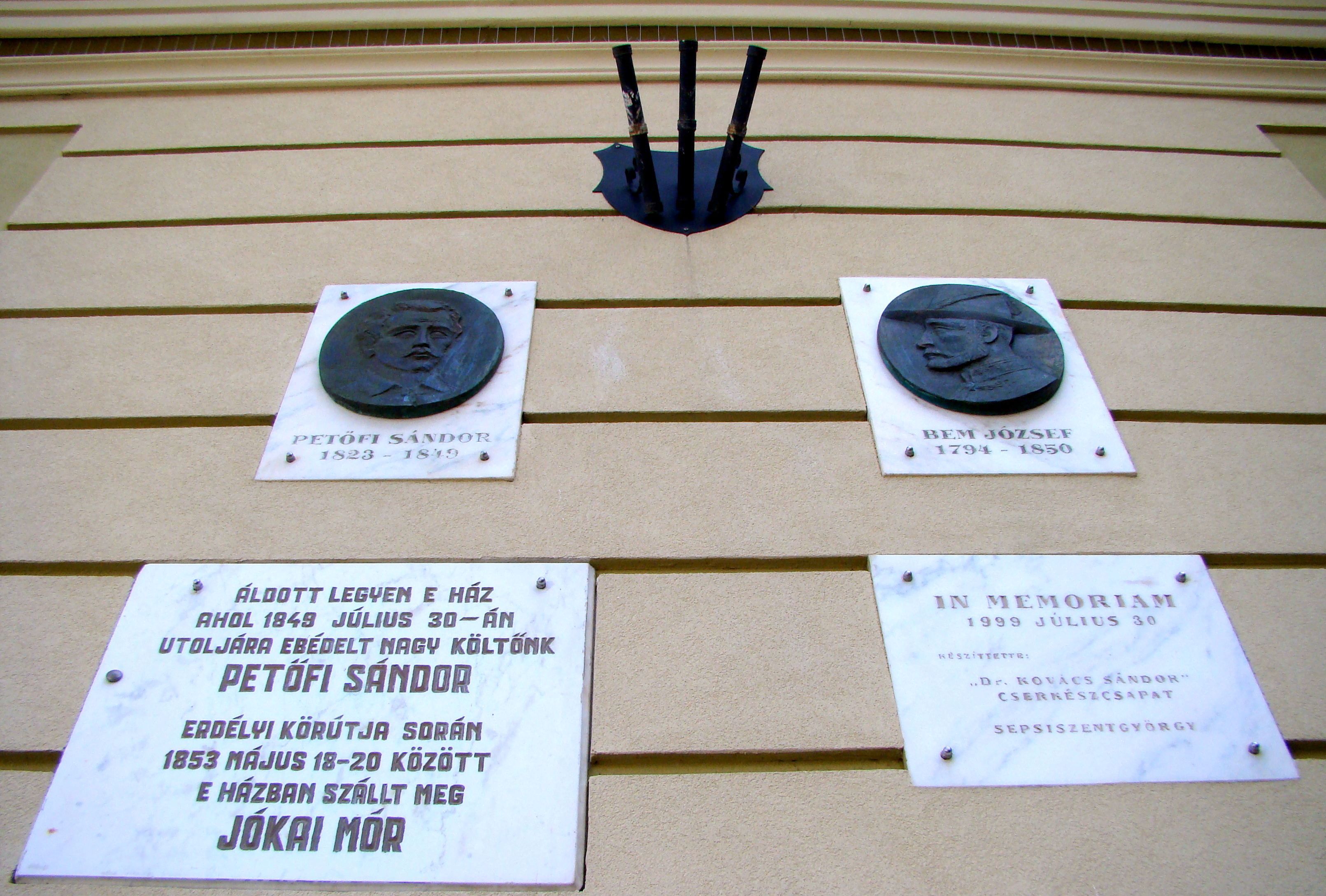
Sándor Petőfi a poposit aici în 30 iulie 1849
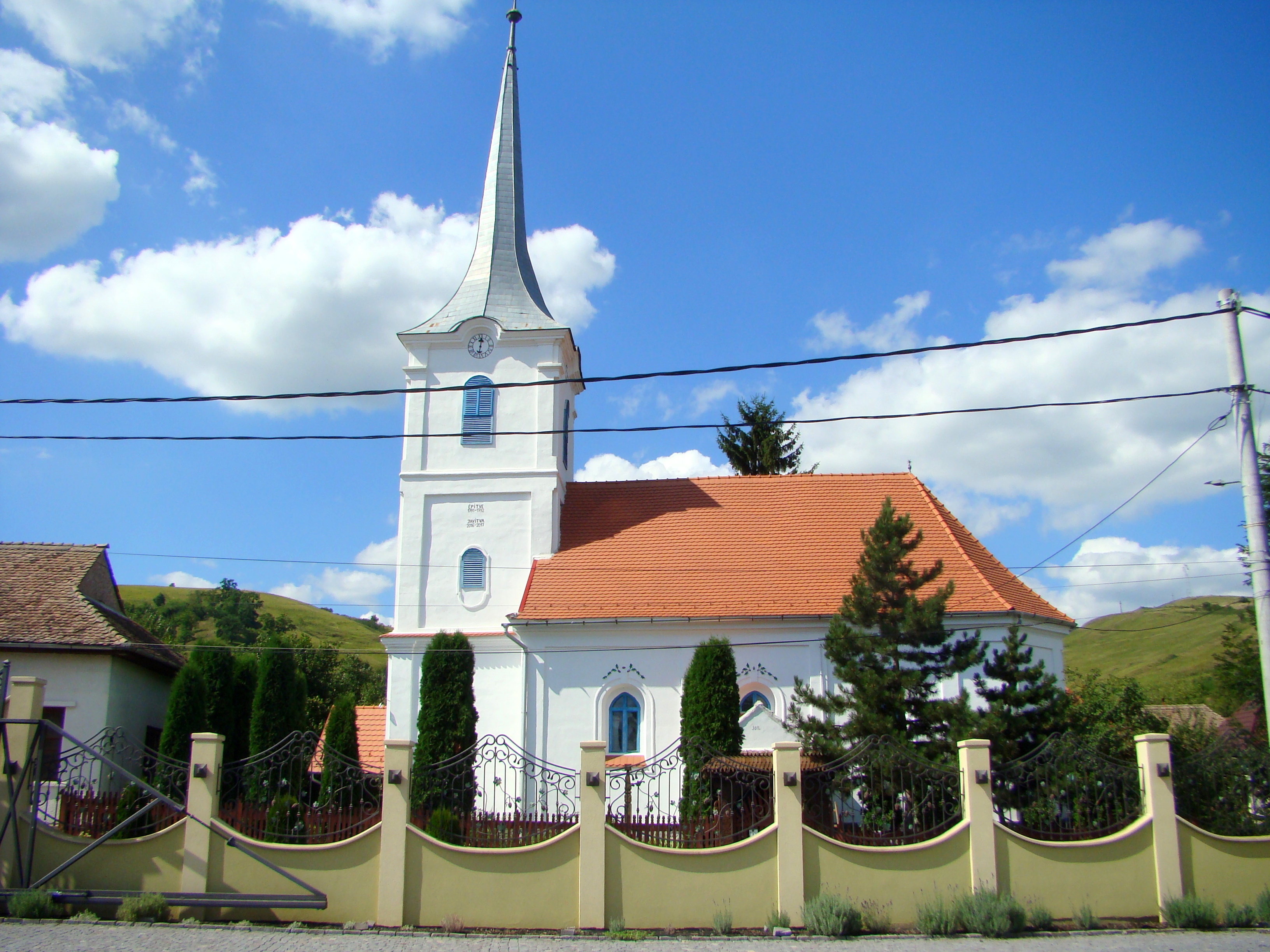
Biserica reformată (1792)
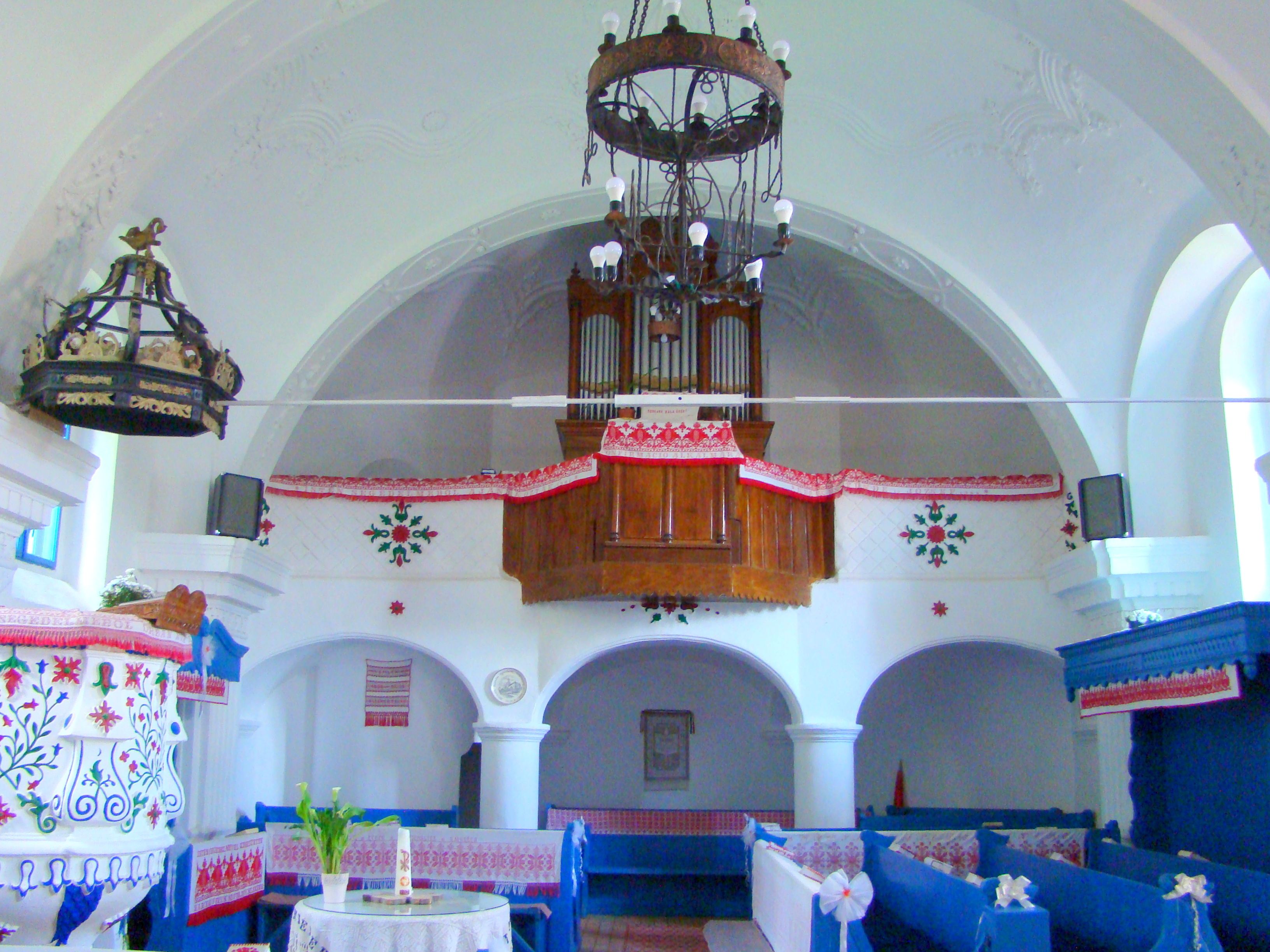
Biserica reformată (interior)
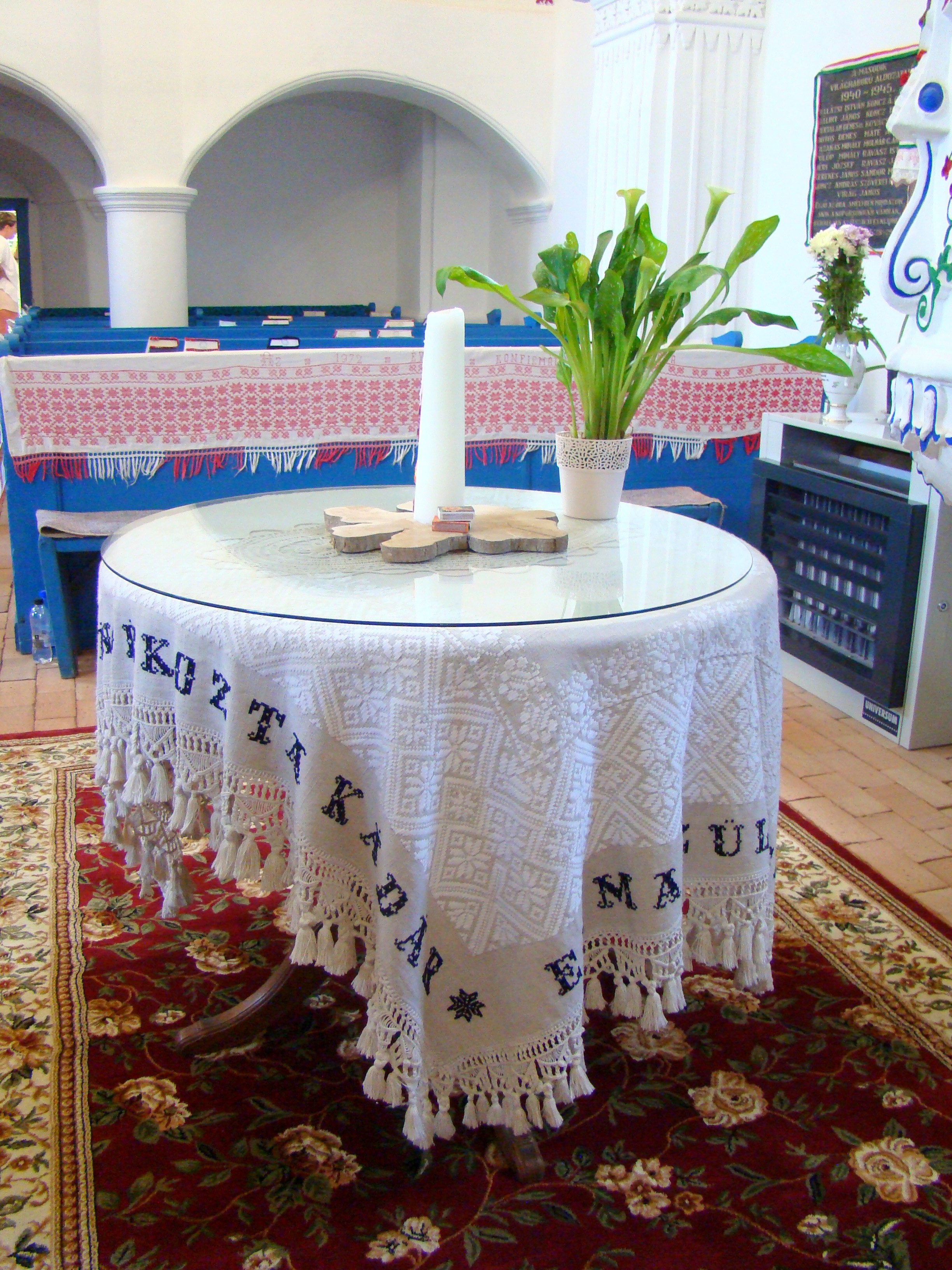
Masa Domnului
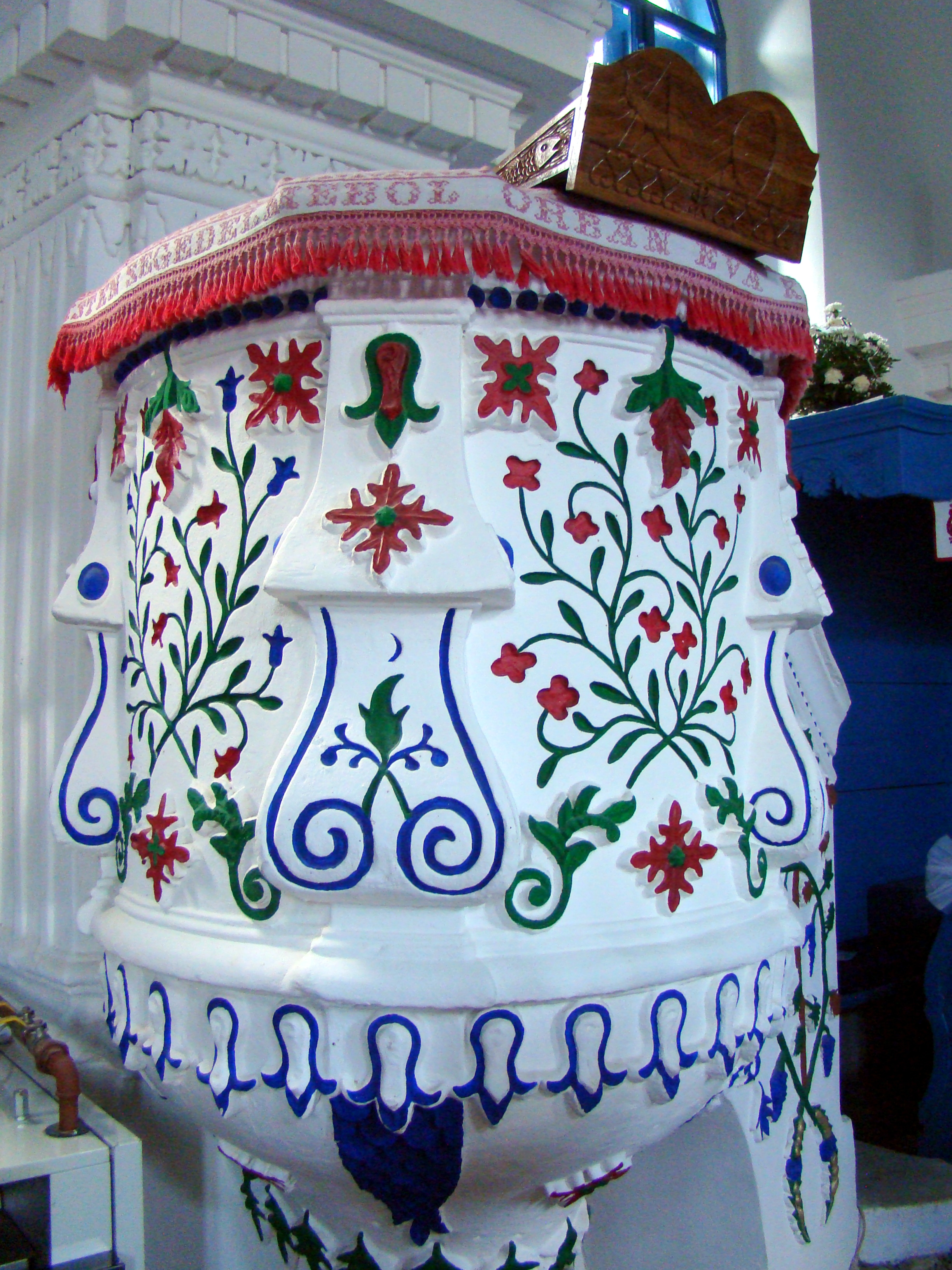
Amvonul
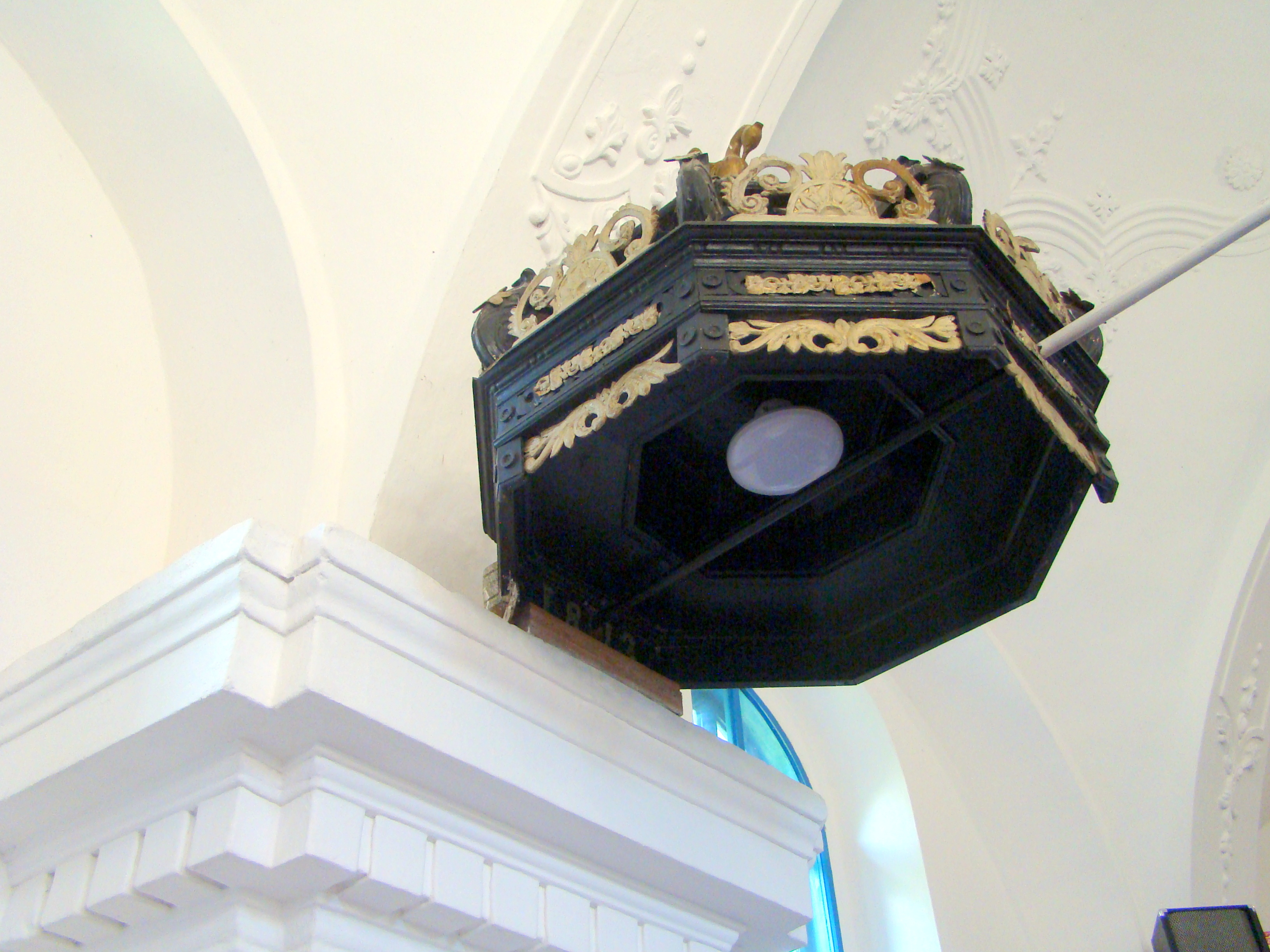
Coronamentul amvonului
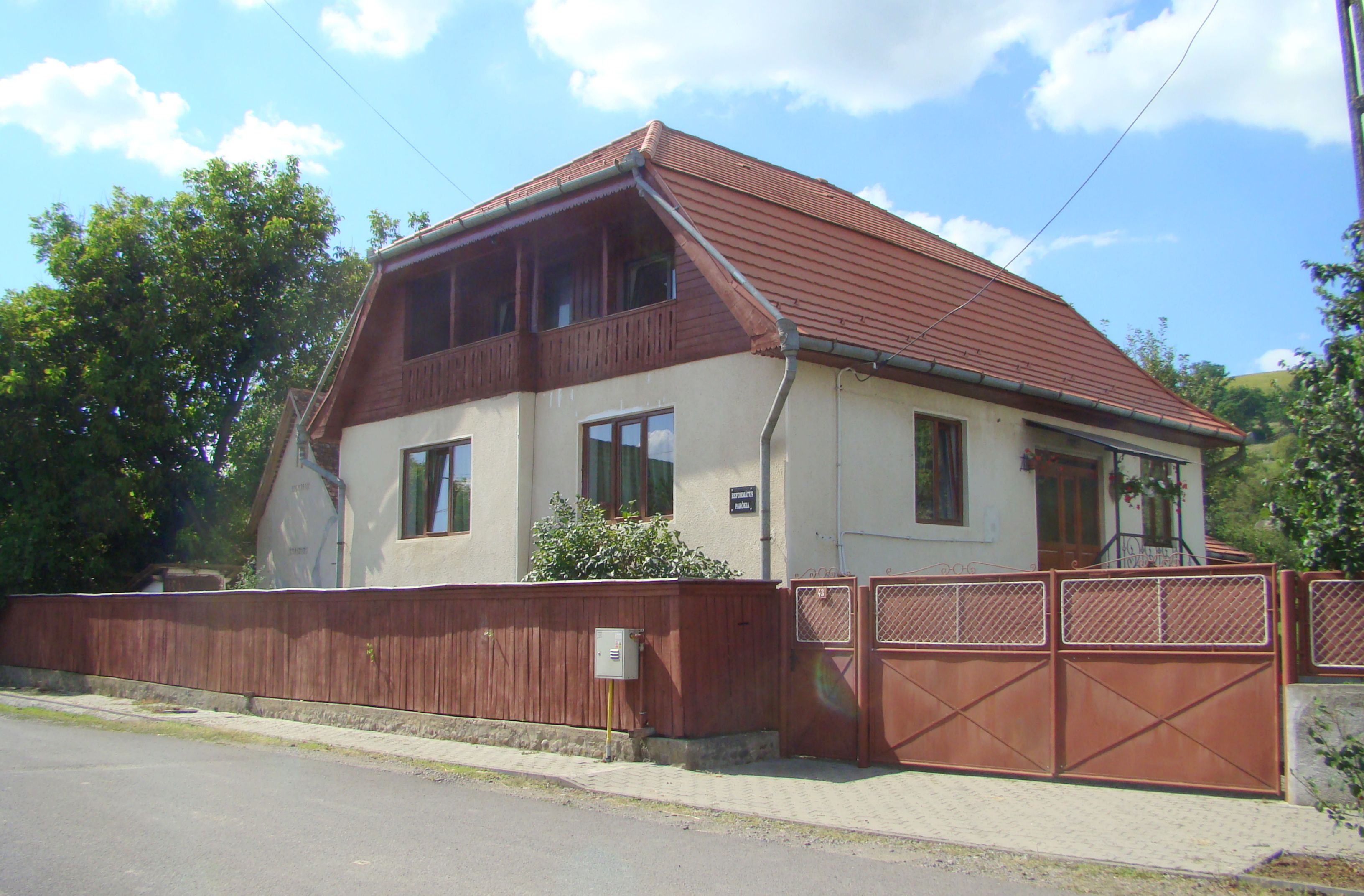
Casa parohială reformată
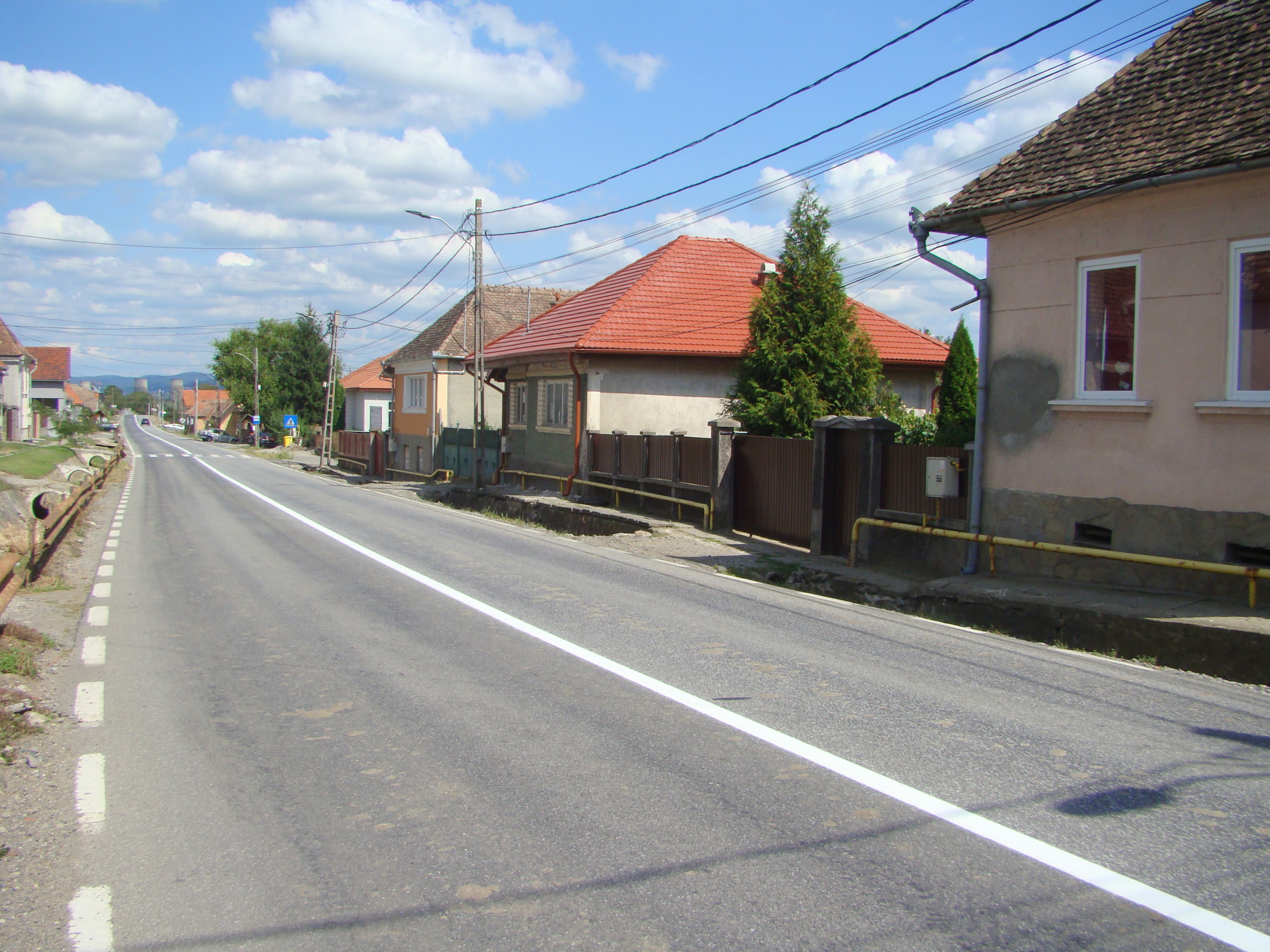